# Santiago de Paraíso
Santiago es un distrito del cantón de Paraíso, en la provincia de Cartago, de Costa Rica.

## Geografía
Santiago cuenta con un área de 25,64 km² y una altitud media de 1084 m s. n. m.

## Demografía
Para el año 2022, Santiago cuenta con una población estimada de 6682 habitantes, y para el último censo efectuado, en 2011, Santiago contaba con una población de 5534 habitantes.

## Localidades
- Poblados: Acevedo, Ajenjal, Arrabará, Birrís (este), Cúscares, Flor, Jetatuerta, Lapuente, Mesas, Mesitas, Nueva Ujarrás, Pedregal, Piedra Azul, Puente Fajardo, Río Regado, Talolinga, Veintiuno de Noviembre, El Yas.

## Transporte

### Carreteras
Al distrito lo atraviesan las siguientes rutas nacionales de carretera:
- Ruta nacional 10
- Ruta nacional 224
- Ruta nacional 404

## Turismo
En el distrito se encuentra un puente encima del Rio Birrís en el que antes se trasladaban locomotoras en el ferrocarril al atlántico, el cual ha sido abandonado, actualmente es una atracción turística.